# 西陵镇 (盐亭县)
西陵镇，是中华人民共和国四川省绵阳市盐亭县下辖的一个乡镇级行政单位。2019年12月，撤销龙泉乡和高灯镇，设立西陵镇，以原龙泉乡和原高灯镇嫘祖社区、上游村、联和村、双罐村、联盟村、高华村、星星村、龙象村、麒麟村、强华村、云毓村、阳春村、茂林村、高凤村、春华村、玉凤村、牟家沟村、石道场村所属行政区域为西陵镇的行政区域，西陵镇人民政府驻嫘祖社区政府街77号。

## 行政区划
西陵镇下辖以下地区：
嫘祖社区、上游村、联和村、双罐村、联盟村、高华村、星星村、龙象村、龙盘村、麒麟村、强华村、明灯村、八一村、阳春村、茂林村、宝田村、建华村、青春村、精华村、凤鸣村、玉屏村、一化村、农林村、双凤村和双鱼村。